# Joseph Blair
Joseph Blair  (Akron, Ohio, 12 de junio de 1974) es un exjugador y entrenador de baloncesto estadounidense que disputó 13 temporadas como profesional. Con 2,10 metros de estatura, jugaba en la posición de pívot.

## Carrera

### Universidad
Jugó cuatro temporadas con los Wildcats de la Universidad de Arizona.

### Profesional
Fue elegido en el puesto 35 del Draft de la NBA de 1996 por Seattle Supersonics, pero no llegó a firmar con el equipo y se marchó a Europa, firmando por el ÉB Pau-Orthez.
[actualizar]

### Entrenador
[actualizar]
En agosto de 2021 se une al cuerpo técnico de Washington Wizards como asistente.
El 26 de agosto de 2024, es nombrado entrenador principal de los Rio Grande Valley Vipers.